# 龙潭镇 (自贡市)
龙潭镇，是中华人民共和国四川省自贡市贡井区下辖的一个乡镇级行政单位。

## 行政区划
龙潭镇下辖以下地区：
龙潭场社区、万坪村、祝堰村、幸福村、中坝村、狮子村、苗山村、里坪村、道澄村、白鹤村、旭江村、箭竹村、将军村、回龙村、桐麻村、菜子村、罗家村、彭家村和团山村。